# Я, зомбі
«Я, зомбі» — дебютний детективний роман українського письменника Леоніда Кононовича та перший кримінальний роман в історії літератури незалежної України.[джерело?] Вперше опублікований у № 4 і 5 журналу «Сучасність» 1993 р. Ця публікація викликала значну цікавість у читачів.
2000 р. роман опублікований окремою книгою.

## Історичні умови
В українському радянському письменстві 1970-1980-их років видавали книги у детективному жанрі, проте це був соцреалістичний детектив про доблесну міліцію, яка боролася із тими, хто розкрадає соціалістичну власність. Діапазон жанрів у цих творів був дуже вузьким, а всі злочини соціалістичного суспільства пояснювали впливом капіталістичних країн.
Натомість у романі Леоніда Кононовича вперше зображено антиросійського та антикомуністичного головного героя, який втілює сильний український характер та історичний оптимізм. У романі реалістично описано стан України після здобуття незалежности.

## Головний герой
Оскар працює у приватному детективному агентстві «Тартар».
Він ветеран війни в Афганістані, який повернувся до України відновлювати справедливість. Ім'я Оскар символічне: це видозмінене Аскер, у тюрських мовах означає «воїн», «армія»).
У час Радянського Союзу Оскар писав патріотичні вірші, відстоював право на саморозвиток. За те, що ненавидів колективізм, його відрахували з університету та відправили на війну в Афганістан. Там він втратив людську подобу, перетворився на зомбі. Повернувся із війни із ненавистю до комунізму та бажанням помститися за злочини Росії.
Він вільно володіє англійською, французькою, німецькою, польською, хорвато-сербською, дарі, фарсі й урду. У підвалі власного будинку розводить змій.

## Агентство «Тартар»
«Тартар» — приватне детективне агентство. У грецькій міфології це місце, яке знаходиться в глибинах космосу, нижче Аїда, де вічно мучаться переможені титани. Тут Леонід Кононович має на увазі колишніх військових, що служили у гарячих точках: Ангола, Нікараґуа, Боснія, воїни-афганці.
Воїни «Тартара» обстоюють справедливість і протистоять репресивній державній машині, виявляючи до неї необхідну для власного самозбереження лояльність. Вони − прямі і сміливі натури, що живуть ризиком. Балансування на межі між життям і смертю дарує їм те задоволення, якого не дадуть ані гроші, ані жінки, ані азартні ігри, тим паче мізерна українська політика.

## Мова
Особливістю роману є його яскрава мова: поміж рафінованою українською автор вживає жаргонізми, просторічні слова, українсько-російський суржик, перефразовані фразеологізми. Наприклад: «Ти вопрос — я отвєт».

## Цитати
- про Росію: «імперія з її вівчарками, лісосплавами, заводами, таборами, каральними загонами, бавовняними плантаціями й залізницями…»
- кредо Оскара: "«Я, зомбі, прийшов на землю своєї батьківщини ґвалтувати комсомолок з медовими посмішками, виривати язики партійним секретарям і різати горлянки сексотам. Я не вірю в гуманізм. Я не вірю в демократію».[3]

## Серія
Роман «Я, зомбі» став першим романом про детектива Оскара. Впродовж 2000—2002 Леонід Кононович опублікував ще 6 детективних романів, тож серія «Тартар» про детектива для особливих доручень складається із книг «Я, зомбі» (2000), «Довга ніч над Сунжею» (2000), «Кінець світу призначено на завтра» (2001), «Кайдани для олігарха» (2001), «Мертва грамота» (2001), «Детектив для особливих доручень» (2001), «Феміністка» (2002).

## Відзнаки
Після публікацій «Я, зомбі» у часописі «Сучасність» роман здобув премію «Благовіст» (1994)
За серію романів, першим із яких став детектив «Я, зомбі», Леоніда Кононовича називають «батьком українського кримінального роману», адже ці його книги стали прикладом і основою для інших авторів, які писали у цьому жанрі.